# Верхнесыроватский сельский совет (Сумский район)
Верхнесыроватский сельский совет (укр. Верхньосироватська сільська рада) — входит в состав
Сумского района
Сумской области
Украины.
Административный центр сельского совета находится в 
с. Верхняя Сыроватка.

## Населённые пункты совета
- с. Верхняя Сыроватка
- с. Зализняк
- пос. Захаровское
- с. Новоселица
- с. Стенка